# Edmund Wojciechowski (lekarz)

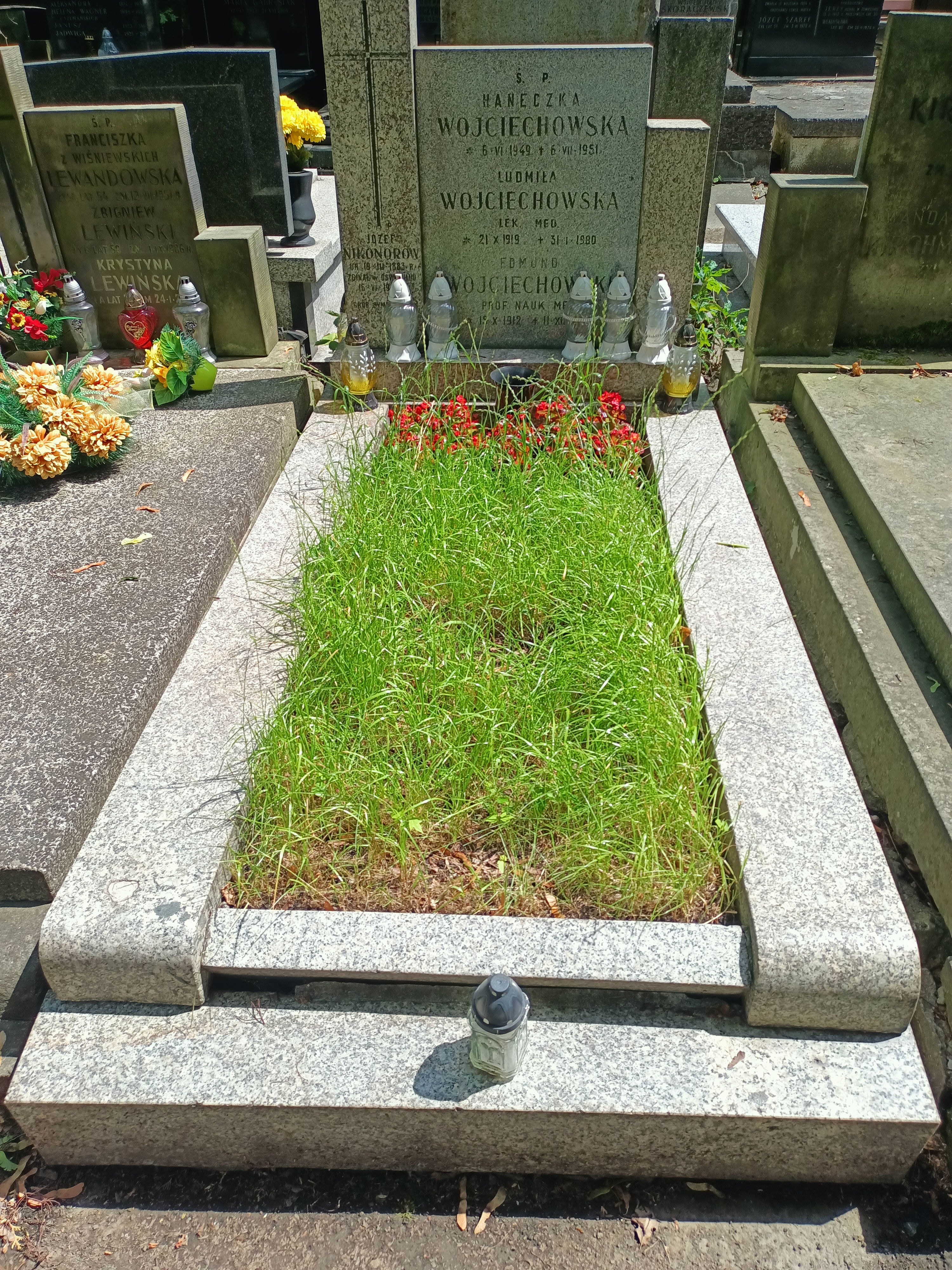
Grób Edmunda Wojciechowskiego na Cmentarzu Powązkowskim w Warszawie

Edmund Wojciechowski (ur. 15 października 1912, zm. 11 grudnia 2001) – polski profesor mikrobiologii.

## Życiorys
Od 1938 związany z Państwowym Zakładem Higieny.
W latach 1939–1944 zaangażowany w tajną produkcję w PZH szczepionki przeciwko durowi wysypkowemu.
W latach 1945–1960 kierownik Pracowni Riketsji Zakładu Bakteriologii, w latach 1950–1956 i 1960–1977 kierownik tego Zakładu. Specjalista etiologii duru wysypkowego i gorączki Q, autor lub współautor ponad 50 publikacji.
Pochowany na cmentarzu Powązkowskim w Warszawie (kwatera 140-4-27).

## Ordery i odznaczenia
- Krzyż Oficerski Orderu Odrodzenia Polski (22 lipca 1951)[3]
- Krzyż Kawalerski Orderu Odrodzenia Polski (19 lipca 1946)[4]
- Medal 10-lecia Polski Ludowej (13 stycznia 1955)[5]